# Johann Wilhelm von Wurmbrand-Stuppach
Graf Johann Joseph Wilhelm von Wurmbrand-Stuppach (* 18. Februar 1670 in Steyersberg in Niederösterreich; † 27. Dezember 1750 in Wien) war Genealoge, Historiker und Staatsmann. Er war Obererblandküchenmeister im Herzogtum Steiermark sowie zweimaliger Präsident des Reichshofrats ferner gilt er als Vater der österreichischen Genealogie.

## Herkunft
Er entstammt der österreichischen Linie der Familie Wurmbrand-Stuppach. Seine Eltern waren der Freiherr Johann Eustach von Wurmbrand-Stuppach (* 6. Mai 1642; † 12. September 1686) und dessen Ehefrau der Freiin Maria Isabellas von Speidel (* 2. Februar 1647; † 12. Juni 1708). Sein Vater war als Lutheraner aus dem Land geflüchtet, erst als unter Kaiser Leopold I. die Verfolgung beendet wurde, kehrte er zurück und erhielt einen Teil seines Vermögens zurück. Sein Bruder Christian Sigismund  (* 9. Oktober 1673; † 21. Juli 1737) war k.k. Generalfeldwachtmeister, sein Bruder Casimir Heinrich (* 26. September 1680; † 20. Januar 1749) wurde k.k. Generalfeldzeugmeister und war Kommandant von Ath.

## Leben
Johann Wilhelm schrieb sich auf der Hochschule in Leipzig und später in Utrecht ein. Er studierte dort Geschichte und Staatsrecht. Im Jahr 1692 schloss er dort bei Franz Halma mit der in Utrecht gedruckte Dissertation „Forum S. Imperii Romano-Germanici Principum“ sein Studium ab. Seine Arbeit wurde von bekannten Staatsrechtler Johann Georg Graevius öffentlich gelobt. Nach dem Tod seines Vaters wurde er vom Dominik Andreas von Kaunitz gefördert (Unterhändler zum Frieden von Rijswijk). Nachdem er sich sieben Jahre in den Niederlanden aufgehalten hatte, wurde er vom Kurfürsten von Brandenburg für eine evangelische Stelle im kaiserlichen Reichshofrat in Wien vorgeschlagen und bereits am 2. Oktober 1697 wurde er zum Reichshofrat ernannt. Am 27. April 1701 erhielt er eine Pension von 1000 Gulden. Als Reichshofrat vertrat er viele schwierige staatsrechtliche Prozesse, namentlich in italienischen Lehenssachen. Im Jahr 1705 veröffentlichte er die „Collectanea genealogico-historica“, welches die Familiengeschichte von 71 österreichischen Adelshäusern enthielt. 1708 wurde er vom neuen Kaiser Joseph I. im Amt bestätigt sowie zum Kämmerer ernannt. Nach dessen Tod wurde er am 12. Oktober 1711 mit dem Grafen Windisch-Graetz zur Kaiserwahl nach Frankfurt geschickt. Nach der Wahl von Karl VI. wurde er als Kämmerer bestätigt und im Mai 1716 zum geheimen Rat erhoben. Als Windisch-Grätz 1714 zur Präsident des Reichshofrats ernannt wurde, war Wurmbrand-Stuppach unumstrittener Experte für die schwierigen Fälle. 1722 konvertierte der Graf er mit seiner ganzen Familie zum Katholizismus. Am 7. November 1722 wurde er zum Vizepräsidenten ernannt und am 22. Dezember 1722 in das Geheimratskollegium aufgenommen. Im Jahr 1723 wurde er während der Abwesenheit des Kaisers in Prag Mitglied des in Wien tagenden geheimen Ratskollegiums und am 29. Januar 1728 Präsident des Reichshofrates.
Am 24. Juni 1726 wurde Wurmbrand und die ganze österreichische Linie seines Geschlechtes in das fränkische Grafenkollegium aufgenommen.
Im Juni 1727 traf er Friedrich Wilhelm I. in Potsdam. Zusammen mit dem kaiserlichen Gesandten in Preußen Friedrich Heinrich von Seckendorff war er einer der Stützen der preußisch-österreichischen Allianz. Mit der Abkühlung des Verhältnisses verlor auch Wurmbrand-Stuppach an Einfluss. 1739 wurde er dann mit dem Orden vom Goldenen Vließ ausgezeichnet. Als der Nachfolger von Kaiser Karl VI. gewählt werden sollte, war er als Gesandter geplant. Als aber klar wurde das Österreich sich dieses Mal nicht durchsetzen kann, reiste er nicht an. Der Krönung von Franz II. wohnte er aber bei. Am 7. Oktober 1745 war er Präsident der ersten Sitzung des Reichshofrates in Frankfurt.
Er starb am 17. Dezember 1750.

### Werk
- Collectanea genealogico-historica, ex archivo in clytorum Austriae inferioris statuum, Wien, 1705, Digitalisat
- De optima methodo discendi ius publicum Imperii Romano-Germanici commentatio, Digitalisat
- De hereditariis provinciarvm Austriacarvm officialibvs commentatio, Digitalisat

## Familie
Wurmbrand-Stuppach war fünfmal verheiratet. Seine erste Frau wurde im Jahr 1694 die Freiin Susanna von Prösing zum Stein (* 9. August 1673; † 6. März 1700). Das Paar hatte mehrere Kinder:
- Esther Maria Polyxena (* 17. Dezember 1696; † 14. März 1775) ⚭ 1717 Graf Kasimir von Sayn-Wittgenstein-Berleburg (* 31. Januar 1687; † 5. Juni 1741)
- Anna Christina Eleonora (* 3. März 1698; † 4. Januar 1763) ⚭ 1723 Graf Friedrich Magnus von Leiningen-Dagsburg-Hardenburg (* 27. März 1703; † 28. Oktober 1756)

Nach dem Tod seiner ersten Frau heiratete er 1700 Juliana von Limpurg-Gaildorf (* 10. Mai 1677; † 4. Oktober 1734), Witwe des Grafen Euchar Casimir von Löwenstein. Das Paar hatte eine Tochter:
- Maria Margaretha Leopoldine (* 3. September 1701; † 14. Dezember 1756) ⚭ 1722 Graf Wilhelm Karl Ludwig von Solms zu Rödelheim und Assenheim (* 3. Februar 1699; † 27. August 1778)

Nach dem Tod seiner zweiten Frau heiratete er 1735 die Gräfin Maria Dominika von Starhemberg (* 20. Dezember 1710; † 28. Februar 1736). Das Paar hatte noch einen Sohn:
- Gundakar Thomas (* 30. Dezember 1735; † 10. Mai 1791) ⚭ 1755 Gräfin Maria Antonia von Auersperg (* 30. September 1739; † 30. Juni 1816)

Nach dem Tod seiner dritten Frau heiratete er 1736 die Gräfin Maria Bonaventura von Starhemberg (* 29. November 1691; † 26. Mai 1740), Schwester der Vorigen und Tochter von Gundaker Thomas Starhemberg. Die Ehe blieb kinderlos. Nun heiratete er 1740 Gräfin Maria Anna Franziska von Auersperg (* 12. Mai 1712; † 8. März 1780).